# Лос-Андес (футбольный клуб)
Клуб Атле́тико «Лос-А́ндес» (исп. Club Atlético Los Andes), или просто Лос-Андес (исп. Los Andes), — аргентинский футбольный клуб, представляющий город Ломас-де-Самора, расположенный в партидо Ломас-де-Самора, Большой Буэнос-Айрес. Клуб в настоящее время играет в Примере B Метрополитана, третьей лиге в аргентинской футбольной системе.

## История
Клуб был основан в 1917 году группой молодых приятелей, название было дано в честь первого полёта на воздушном шаре через горы Анды, совершённого в 1916 году.
Большую часть своей истории «Лос-Андес» провёл в низших лигах, трижды поднимаясь в Примеру. Впервые он там оказался в сезоне 1961, в котором он занял последнее место и вылетел. Возвращение «Лос-Андеса» было более продолжительным: с 1968 по 1971 год клуб играл в турнире Метрополитано. В 1968 году команда заняла высшее для себя восьмое место в чемпионате Аргентины, опередив такие известные команды, как «Уракан» и «Индепендьенте».
Последний раз «Лос-Андес» появлялся в главной аргентинской лиге в сезоне 2000/01, в котором «Лос-Андес» занял 19-е из 20 команд и вновь вылетел. Таким образом, в элите «красные» провели в общей сложности шесть сезонов.
Основными историческими соперниками для «Лос-Андеса» являются «Темперлей» и, в меньшей степени, «Банфилд».

## Титулы и достижения
- Победитель Примеры B Метрополитана (ныне — Примера B Насьональ, аналог Второго дивизиона) (1): 1960
- Победитель Примеры C (на тот момент — Третий дивизион) (2): 1938, 1957